# Mokpokpo Dravi
Mokpokpo Muki Kodzo Dravi (ur. 1930 w Lomé, Togo, zm. 2014 tamże) – togijski doktor socjologii, działacz polityczny i odtwórca roli Jumbo w filmie Cafe Pod Minogą z 1959.
Ukończył magisterskie i doktoranckie studia socjologiczne na Uniwersytecie Warszawskim.
W 1964 wyjechał do Ghany, gdzie przyłączył się do projektu Encyclopedia Africana i był wykładowcą w Instytucie Ideologicznym Kwamego Nkrumaha, gdzie pracował do 1986. Później pracował w ONZ-towskim Instytucie na rzecz Rozwoju Społecznego w Genewie. Następnie pracował jako badacz i wykładowca w Panafrykańskim Instytucie na rzecz Rozwoju w Duali w Kamerunie, potem dla Organizacji Narodów Zjednoczonych do spraw Wyżywienia i Rolnictwa w Tanzanii, potem na Wybrzeżu Kości Słoniowej, w Rzymie i Akrze.
W 1960 Głos Koszaliński podał, że odwiedził Koszalin i Słupsk z okazji 43. rocznicy rewolucji październikowej i 15. rocznicy powstania Światowej Federacji Młodzieży Demokratycznej. Według gazety miał tam występować jako sekretarz Komitetu Centralnego Komunistycznej Partii Togo.

## Kariera filmowa
- Jumbo – kierowca ambasadora USA w Cafe pod Minogą według Wiecha, 1959
- kilka mniejszych ról w innych filmach,